# Domicella
Domicella este o comună din provincia Avellino, regiunea Campania, Italia și o suprafață de 6,4 km².

## Demografie
Domicella - evoluția demografică

|  | Graficele sunt indisponibile din cauza unor probleme tehnice. Mai multe informații se găsesc la Phabricator și la wiki-ul MediaWiki. |

Date: Recensăminte sau birourile de statistică - grafică realizată de Wikipedia